# 42 Dugg
Dion Marquise Hayes (Detroit, Míchigan; 25 de noviembre de 1995), más conocido por su nombre artístico, 42 Dugg, es un rapero estadounidense. 
Tiene contrato con las discográficas de los raperos Lil Baby y Yo Gotti. Saltó a la fama por sus colaboraciones con el rapero Lil Baby, incluyendo «Grace» y «We Paid», más tarde convirtiéndose en su primera canción en el Billboard Hot 100. Su segundo mixtape, «Young & Turnt 2», ganó atención e hizo su debut entrando al Billboard 200. Su cuarto mixtape, «Free Dem Boys» publicado en 2021, alcanzando el puesto número 8 en el Billboard 200.

## Primeros años
Dion Marquise Hayes nació el 25 de noviembre de 1995 en el este de Detroit, Míchigan. El número «42» en su nombre es una referencia a una pandilla local conocida como los «Hustle Boys». A la edad de 15 años fue arrestado y sentenciado a 4 años de prisión por robar un coche pero tras una pelea con otro preso fue aumentada a 6 años. En 2 ocasiones pasó un mes en aislamiento. Durante ese tiempo practicó sus letras y fue liberado a los 22. Creció escuchando a Yo Gotti y Jeezy. Hayes emplea una entrega vocal arrastrada con Auto-Tune. Su silbato ha sido señalado como su sonido característico que también da inicio a casi todas las canciones de su mixtape de 2020 «Young and Turnt Vol 2».